# Raphaël Calmette
Pour les articles homonymes, voir Calmette.
Raphaël Calmette (né le 7 juillet 1901 à Villebois-Lavalette en Charente et mort le 17 mars 1981 à Libourne en Gironde,) est un coureur cycliste français. Professionnel de 1927 à 1930, il est l'un des premiers cyclistes périgourdins à avoir terminé le Tour de France.
Son fils Jean-Serge a également été coureur cycliste au niveau régional.

## Palmarès et résultats

### Palmarès par année
- 1927
  - Tour de Corrèze
- 1930
  - 2e du Tour de Corrèze

### Résultats sur les grands tours

#### Tour de France
1 participation
- 1928 : 26e